# Hakim Warrick
Hakim Hanif Warrick (Filadelfia, 8 luglio 1982) è un ex cestista statunitense.

## Carriera

### College
Hakim Warrick (soprannominato Hak ed Helicopter) è stato un simbolo della squadra della Syracuse University (Syracuse Orange), con la quale è anche arrivato alla vittoria del campionato NCAA del 2003.

### NBA
Nel draft NBA 2005 viene scelto come 19º dai Memphis Grizzlies. La sua prima stagione è vissuta in secondo piano rispetto al resto della sua squadra, in quanto era principalmente una riserva di Marc Gasol; conclude la stagione 2005-06 con 4,1 punti, 2 assist e 10,6 minuti di media a partita.
La stagione NBA 2006-2007 è migliore della precedente: infatti riesce a conquistarsi sempre più la fiducia dell'allenatore, diventando titolare (anche grazie all'infortunio di Marc Gasol). In questa stagione gioca tutte le partite, partendo da titolare in quasi tutte. Chiude la stagione con una media di 12,7 punti a partita con 5,1 rimbalzi. In questa stagione realizza il suo career high di punti (31) nella partita persa contro i Milwaukee Bucks per 100 a 94. In quella partita ha anche realizzato il 100% dei tiri liberi tirati (9 su 9); in quella stessa partita realizzò anche il suo career high di rimbalzi (13), poi battuto nella gara contro i Phoenix Suns con 16 (partita finita 116-111 per Amar'e Stoudemire & company).
Ha partecipato alla NBA Slam Dunk Contest 2006, classificandosi al 3º posto, davanti all'allora campione in carica Josh Smith e dietro ad Andre Iguodala ed al vincitore Nate Robinson.
Il 31 luglio 2009 firma per i Milwaukee Bucks.
Il 18 febbraio 2010 viene ceduto ai Chicago Bulls, insieme al compagno Joe Alexander, in cambio di John Salmons.
Nell'estate 2010, diventato free agent, firma per i Phoenix Suns.
Il 27 luglio 2012 viene ceduto insieme a Robin Lopez ai New Orleans Hornets in una trade che coinvolge anche i Minnesota Timberwolves.
Il 13 novembre 2012 viene ceduto ai Charlotte Bobcats in cambio di Matt Carroll.
Il 21 febbraio 2013, ultimo giorno di mercato, viene ceduto in cambio di Josh McRoberts agli Orlando Magic, che però lo tagliano due giorni dopo.

## Statistiche

### College
| Anno       | Squadra         | PG  | PT  | MP   | TC%  | 3P%  | TL%  | RP  | AP  | PRP | SP  | PP   |
| ---------- | --------------- | --- | --- | ---- | ---- | ---- | ---- | --- | --- | --- | --- | ---- |
| 2001-2002  | Syracuse Orange | 35  | 19  | 17,4 | 55,2 | 50,0 | 38,3 | 4,8 | 0,5 | 0,6 | 0,6 | 6,1  |
| 2002-2003† | Syracuse Orange | 35  | 35  | 32,7 | 54,1 | 0,0  | 66,7 | 8,5 | 1,6 | 1,4 | 1,3 | 14,8 |
| 2003-2004  | Syracuse Orange | 31  | 31  | 37,3 | 51,2 | 0,0  | 69,2 | 8,6 | 2,6 | 0,9 | 1,1 | 19,8 |
| 2004-2005  | Syracuse Orange | 34  | 34  | 37,5 | 54,8 | 29,0 | 68,1 | 8,6 | 1,5 | 1,0 | 0,8 | 21,4 |
| Carriera   | Carriera        | 135 | 119 | 31,0 | 53,6 | 25,0 | 65,9 | 7,6 | 1,5 | 1,0 | 0,9 | 15,4 |

### NBA

#### Regular Season
| Anno      | Squadra           | PG  | PT  | MP   | TC%  | 3P%  | TL%  | RP  | AP  | PRP | SP  | PP   |
| --------- | ----------------- | --- | --- | ---- | ---- | ---- | ---- | --- | --- | --- | --- | ---- |
| 2005-2006 | Memphis Grizzlies | 68  | 2   | 10,6 | 44,3 | -    | 66,1 | 2,1 | 0,4 | 0,2 | 0,3 | 4,1  |
| 2006-2007 | Memphis Grizzlies | 82  | 43  | 26,2 | 52,4 | 0,0  | 77,1 | 5,1 | 0,9 | 0,5 | 0,4 | 12,7 |
| 2007-2008 | Memphis Grizzlies | 75  | 30  | 23,4 | 50,2 | 27,1 | 70,4 | 4,7 | 0,7 | 0,5 | 0,4 | 11,4 |
| 2008-2009 | Memphis Grizzlies | 82  | 7   | 24,7 | 49,1 | 21,7 | 71,1 | 5,0 | 0,8 | 0,6 | 0,5 | 11,6 |
| 2009-2010 | Milwaukee Bucks   | 48  | 6   | 21,3 | 48,1 | 16,7 | 72,7 | 4,4 | 0,7 | 0,4 | 0,2 | 10,2 |
| 2009-2010 | Chicago Bulls     | 28  | 0   | 19,0 | 48,3 | 0,0  | 75,5 | 3,6 | 0,6 | 0,3 | 0,3 | 8,7  |
| 2010-2011 | Phoenix Suns      | 80  | 6   | 17,7 | 51,1 | 9,1  | 72,1 | 3,7 | 0,9 | 0,4 | 0,1 | 8,4  |
| 2011-2012 | Phoenix Suns      | 35  | 0   | 14,4 | 41,1 | 10,0 | 76,8 | 2,6 | 0,9 | 0,2 | 0,1 | 6,4  |
| 2012-2013 | N.O. Hornets      | 1   | 0   | 7,0  | 50,0 | -    | 100  | 0,0 | 0,0 | 1,0 | 0,0 | 4,0  |
| 2012-2013 | Charlotte Bobcats | 27  | 14  | 17,9 | 40,5 | 0,0  | 67,4 | 3,3 | 0,9 | 0,4 | 0,2 | 7,0  |
| Carriera  | Carriera          | 526 | 108 | 20,2 | 49,0 | 19,1 | 72,6 | 4,0 | 0,8 | 0,4 | 0,3 | 9,4  |

#### Playoffs
| Anno     | Squadra           | PG | PT | MP   | TC%  | 3P% | TL%  | RP  | AP  | PRP | SP  | PP  |
| -------- | ----------------- | -- | -- | ---- | ---- | --- | ---- | --- | --- | --- | --- | --- |
| 2006     | Memphis Grizzlies | 3  | 1  | 14,3 | 25,0 | 0,0 | 85,7 | 2,3 | 0,0 | 0,3 | 0,0 | 6,7 |
| 2010     | Chicago Bulls     | 3  | 0  | 10,3 | 18,2 | 0,0 | 83,3 | 1,7 | 0,0 | 0,0 | 0,0 | 3,0 |
| Carriera | Carriera          | 6  | 1  | 12,3 | 22,2 | 0,0 | 85,0 | 2,0 | 0,0 | 0,2 | 0,0 | 4,8 |

### G League
| Anno      | Squadra     | PG | PT | MP   | TC%  | 3P%  | TL%  | RP  | AP  | PRP | SP  | PP   |
| --------- | ----------- | -- | -- | ---- | ---- | ---- | ---- | --- | --- | --- | --- | ---- |
| 2018-2019 | Iowa Wolves | 44 | 19 | 20,7 | 61,3 | 66,7 | 78,4 | 5,8 | 1,9 | 0,3 | 0,4 | 12,0 |
| Carriera  | Carriera    | 44 | 19 | 20,7 | 61,3 | 66,7 | 78,4 | 5,8 | 1,9 | 0,3 | 0,4 | 12,0 |

### Eurolega
| Anno      | Squadra    | PG | PT | MP  | TC%  | 3P% | TL%  | RP  | AP  | PRP | SP  | PP  |
| --------- | ---------- | -- | -- | --- | ---- | --- | ---- | --- | --- | --- | --- | --- |
| 2015-2016 | Olympiakos | 6  | 0  | 8,5 | 44,4 | -   | 71,4 | 2,8 | 0,5 | 0,0 | 0,0 | 4,3 |
| Carriera  | Carriera   | 6  | 0  | 8,5 | 44,4 | -   | 71,4 | 2,8 | 0,5 | 0,0 | 0,0 | 4,3 |

## Palmarès
- Campione NCAA (2003)
- NCAA AP All-America First Team (2005)
- NCAA AP All-America Third Team (2004)
- Campionato greco: 1

Olympiakos: 2015-16